# 滿族姓氏
滿族姓氏，為滿族使用的姓氏。這些姓氏有些起源於滿族本身傳統，也有蒙古姓氏轉化而成。此外，滿族也有使用漢姓的习惯，清末以及民國之後，多數滿族以漢姓為氏。

## 概論
滿族的姓名分為哈拉（ᡥᠠᠯᠠ hala，姓氏）與格布（ᡤᡝᠪᡠ gebu，名字）兩部份。清代滿族的習俗中，在稱呼一個人的姓名時，稱名不稱姓，也就是不會直接稱呼他的哈拉。這往往使漢人誤以為滿人沒有姓氏，或是把滿人名字的一部份當成姓氏。
在滿族傳統中，姓氏主要來自哈拉與穆昆。哈拉，漢譯為姓。另一個名詞，穆昆，漢譯為氏，經常與哈拉同時使用。
哈拉為部族最早的起源共祖，同一個哈拉之間，有不能通婚的禁忌，类似于汉族的同姓不婚。哈拉的由來，或源自於地名，或源自於居地的河流，或源自古老的圖騰或傳說。穆昆則為同一個哈拉，移居不同地區之後，形成的新氏族集團。舉例來說，瓜尔佳氏是滿族的一個傳統哈拉，根據居住地區不同，分成苏完瓜尔佳、安图瓜尔佳等，這為穆昆。哈拉為氏族本支，而穆昆為支系。隨著時代發展，哈拉與穆昆之間的關係也開始改變。哈拉為舊的氏族，而穆昆慢慢成為一個新的氏族單位。通婚禁忌改為存在穆昆之中，在進行祭祀等活動時，也以穆昆為單位。至清代，滿人在使用姓氏時，有的家族仍然以哈拉為姓，有的家族則以哈拉之前，或之後冠上其冠上穆昆的名稱，作為姓氏。原始的哈拉，被稱為哈蘇里哈拉（hasuri hala），分裂後的氏族姓，則稱穆昆哈拉（mukūn hala）。在傳統的滿人家族中，皆能夠知道自己的哈拉與穆昆，祭神時，先報哈蘇里哈拉，再報穆昆哈拉。
滿族又常以名字的第一個字，來作為稱呼，與漢人習俗結合，久而久之，就形成姓氏，是为随名姓。如乾隆年間，傅恒將其諸子，命名為傅姓，乾隆下旨，將傅改為富字，以符合其滿洲舊姓富察氏。大學士阿桂，其家族姓名皆以「阿」開頭，乾隆下旨，不准其子孫延用，以免其後代效法漢姓。

## 某佳氏
佟佳氏、马佳氏、齐佳氏、李佳氏、宗佳氏等为满族传统姓氏。乾隆帝时，为提高出身于汉军八旗和汉族民籍的妃嫔家族地位，除抬旗、入旗外，并姓氏加上佳字，以效仿满洲姓氏。其后，亦有效仿。